# Johannes Wildberger

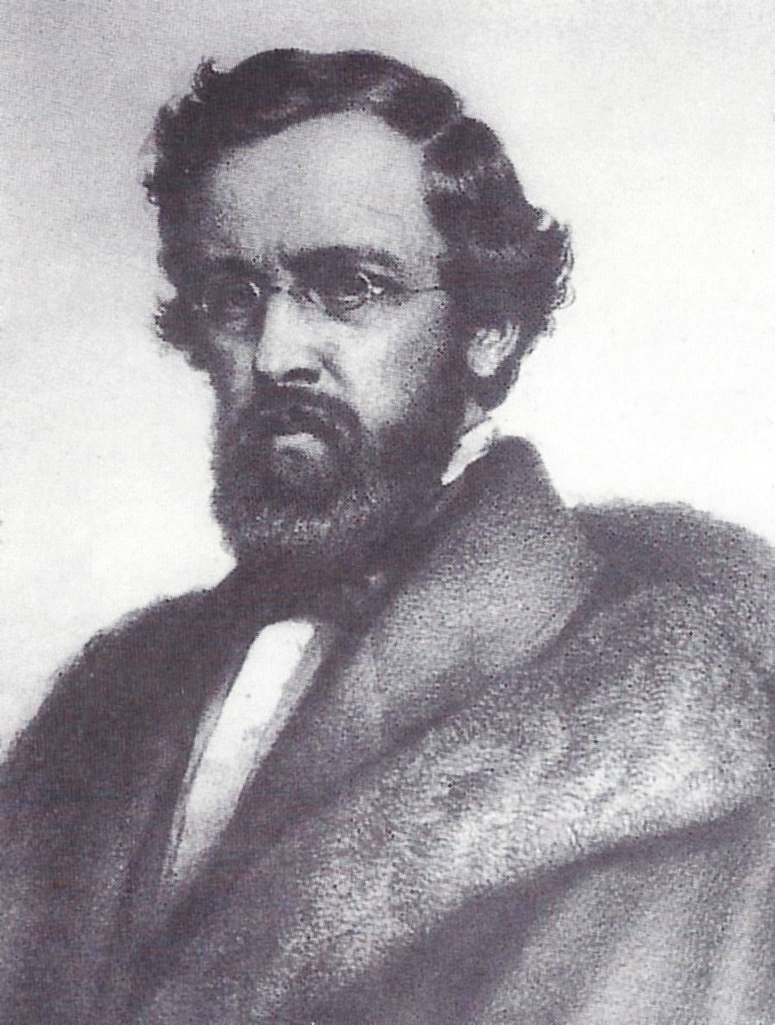
Johannes Wildberger, um 1870

Johannes Wildberger (* 1. Januar 1815 in Neunkirch, Kanton Schaffhausen; † 30. November 1879 in Meran, Österreich-Ungarn) war ein deutscher Handwerker und Laienbehandler der Orthopädie.

## Leben
Johannes Wildberger, in einer calvinistische Familie geboren, wurde im württembergischen Tuttlingen konfirmiert. Dort machte er ab 1831 eine Lehre als Messerschmied, Instrumentenmacher und Graveur. Die Gesellenprüfung bestand er am 23. April 1834.

### Walz
In den Wanderjahren walzte er nach Neuenburg NE, Lausanne, Neuenegg, Bern, Luzern, Zürich, Rapperswil und Hochbuch (Lindau). In Hochbuch arbeitete er vier Monate bei Johann Georg Sting. Im Februar 1835 kam er über Lindau (Bodensee), Augsburg und München nach Landshut, wo er bis Juni 1835 beim Messerschmied Jakob Tresch blieb. Auf dem Weg nach Nürnberg blieb er ein Jahr in Regensburg. Vom 13. Juni bis zum 29. August 1836 war er in Nürnberg, um die Gewerbeprüfung als Instrumentenmacher abzulegen. Er war danach eine Zeitlang bei einem Kollegen in München und kehrte über Augsburg und Ulm in die Schweiz zurück. Sein Wanderbuch wird im Stadtarchiv Bamberg verwahrt.

### Bamberg

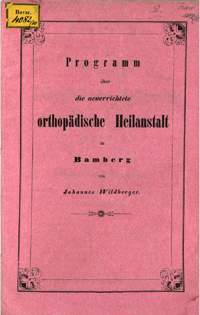
Johannes Wildberger: Programm über die neuerrichtete Orthopädische Heilanstalt in Bamberg (1849)

Nachdem er in Nürnberg das Handwerk in Franken näher kennengelernt hatte, heiratete er 1838 die Tochter eines Instrumentenmachers. Als er um die Erlaubnis zur Niederlassung in Bamberg ersuchte, stieß er bei der Handwerkerschaft auf erheblichen Widerstand. Die Bamberger Ärzte Adam Kaspar Hesselbach und Friedrich Dotzauer setzten die Konzession als Messerschmied und Instrumentenmacher schließlich durch. Noch wesentlich stärker war der Widerstand, als er im Juli 1848 die Genehmigung einer orthopädischen Heilanstalt erbat. Geäußert wurden religiöse und vor allem politische Bedenken; denn Wildberger galt im katholischen Bamberg als Erzcalvinist und Liberaldemokrat, also als Revolutionär. Wieder verhalfen ihm Ärzte zum Erfolg, besonders der auch in Bamberg sehr geschätzte Friedrich Wilhelm Heidenreich.
In seinen Anträgen an die Stadt forderte Wildberger nicht nur Freibetten und Zuschüsse für unbemittelte Patienten, sondern auch eine „Krüppelfürsorge“ mit Schule und Berufsausbildung. In seinen Publikationen folgte er dabei Matthias Ludwig Leithoff, Bernhard Heine, Jakob von Heine, Johann Georg Heine, Louis Stromeyer und Johann Friedrich Dieffenbach. 1849 konnte Wildberger die orthopädische Heilanstalt im ehemaligen Kloster Michelsberg eröffnen. Intensiv befasste er sich mit den noch heute schwierigen Problemen Angeborene Hüftluxation und Skoliose.
Da die Widerstände gegen ihn finanzielle Unwägbarkeiten bedeuteten, kaufte er zur wirtschaftlichen Absicherung seiner Familie ein Sägewerk mit Holzwarenfabrik. Die anhaltenden Schwierigkeiten veranlassten ihn schließlich, sein Institut 1871 auf das Jagdschloss Jägersburg in Eggolsheim zu verlegen. 1873 übertrug er die Leitung seinem Sohn Georg Heinrich Wildberger. Der scheiterte bald und wanderte in die Vereinigten Staaten aus, wo er 1875 starb. Vater Wildberger leitete nur noch den holzverarbeitenden Betrieb. Mit 64 Jahren starb er einsam und vergessen in Tirol.

## Schriften (Auswahl)
- Erster Bericht über die orthopädische Heilanstalt in Bamberg. Bamberg 1852.
- Neue Orthopädische Behandlungsweise veralteter spontaner Luxationen im Hüftgelenk. Würzburg 1855, Leipzig 1856.
- Streiflichter und Schlagschatten auf dem Gebiete der Orthopädie. I. Die Scoliose, deren Entstehung und Heilung nach eigenen Erfahrungen und mittelst selbstgeschaffener Appararate, nebst kurzer Erörterung des Caput obstipum und der Kyphose. Erlangen 1861.
- Die Rückgratsverkrümmungen. Leipzig 1862.
- Praktische Erfahrungen auf dem Gebiete der Orthopädie. Leipzig 1863.
- Zehn photographische Abbildungen zum Nachweis der günstigen Heilresultate meiner Behandlung veralteter spontaner Luxationen im Hüftgelenke, mit einer historischen Einleitung über die Fortschritte der Orthopädie, nebst zwei Krankengeschichten : Ergänzungsschrift zu meinem Werke „Praktische Erfahrungen auf dem Gebiete der Orthopädie“. Leipzig 1863; auch in Französisch: Leipzig 1863.

## Ehrungen
- Dr. chirurgicus honoris causa der Universität Jena (1856)
- Mitglied der Deutschen Akademie der Naturforscher Leopoldina (1856)[3]
- Herzoglicher Hofrat, durch Ernst II. (Sachsen-Coburg und Gotha)
- Auszeichnungen durch den König von Hannover, den Herzog von Nassau und den Kaiser von Österreich